# Генні мережі
Генні мережі — системи, елементами яких є біологічні полімери — гени, РНК, білки, нуклеїнові кислоти. Складовими структурними об'єктами генних мереж є органи, тканини, клітини, клітинні компартмени тощо. Вони можуть включати у себе як елементарні структурні одиниці, так й інші складові об'єкти.

## Елементарні взаємодії
Клас елементарних взаємодій розділений на два підкласи:
1. Реакції.
2. Регуляторні взаємодії.

До реакцій відносяться різнородні події, в результаті яких відбувається утворення нових об'єктів, наприклад мультимеризація або розпад мультимерних комплексів, модифікація білка фосфорилювання або ацетилювання), транспорт речовин тощо.
Регуляторний влив — це вплив одного або декількох структурних компонентів мережі на взаємодію з іншими компонентами (як на реакцію, так і на регуляторний плив). Прикладами регуляторних впливів є ферментативний каталіз, вплив транскрипційного чинника на експресію гену або метаболіту на хід ферментативної реакції тощо.

## Організація генних мереж
Глобальна мережа генної мережі організму розшаровується на базові рівні ієрархічної організації.

### Компартаменталізація генних мереж
При вивчені генних мереж потрібно враховувати, що їхні компоненти рознесені по різним компартментам.
- Клітини. Генні мережі компартментів цього типу функціонують на основі елементарних структур, локалізованих у ядрах клітин, їх цитоплазмі, яка містить різні органели (мітохондрії, хлоропласти, апарат Гольджі тощо), та клітинних мембран.
- Тканини та органи. Генні мережі цих компартментів функціонують на основі генних мереж клітинного рівня, керованих (контрольованих) сигналами міжклітинних, внутрішньотканинних й внутрішньоорганних комунікацій, а також сигналами, генерованими на рівні організмів.
- Організми. Генні мережі організмів функціонуютьна основі генних мереж клітинного, тканинного та органевого рівнів. Важливу роль у їх роботі відіграють керуючі сигнали, які забезпечують інтеграцію геннихмереж нижніх рівнів, а також сигнали, які генеруються рецепторними системами, оцінюючими стан життєво важливих парамерів зовнішнього середовища. Ендокринна система «зживая» організм і є системою інформаційного управління його частинами.
- Популяції та суспільства організмів. Цьому типові біологічних компартментів відповідають так звані гібридні (надорганізмові) генні мережі, які формуються із взаємодіючих одна з одною генних мереж, які належать різним організмам[1].

## Інформаційне представлення

### Теорія категорій
Кожний клас елементарних структур характеризується набором властивостей (атрибутів), серед яких є як спільні для усіх класів (повна й коротка назва, синоніми, ідентифікатори, час напіврозпаду тощо), так і атрибути, які є специфічними для даного класу. Наприклад, для класу білків це мультимерний стан (мономер, гомо- й гетеродимер, мультимер), субодиничний склад, модифікації (фосфорилювання, метилювання, ацетилювання), функціональний стан (актвний й неактивний).
Категорія представляє колекцію абстрактних об'єктів, попарно пов'язаних морфізмами (стрілками). Формально, категорія {\displaystyle {\mathcal {C}}} складається із сукупності об'єктів {\displaystyle \mathrm {Ob} \,{\mathcal {C}}} й сукупності морфізмів {\displaystyle \mathrm {Mor} \,{\mathcal {C}},} на яких задані наступні операції:
1. З кожною парою {\displaystyle \langle A,B\rangle } об'єктів {\displaystyle {\mathcal {C}}} пов'язана множина {\displaystyle \mathrm {Mor} (A,B)\subseteq \mathrm {Mor} \,{\mathcal {C}}} — множина усіх морфізмів з {\displaystyle A} y {\displaystyle B}; {\displaystyle \mathrm {Mor} \,{\mathcal {C}}=\bigcup _{A,B\in \mathrm {Ob} \,{\mathcal {C}}}\mathrm {Mor} (A,B)} та якщо {\displaystyle \langle A,B\rangle \neq \langle A',B'\rangle ,} то {\displaystyle \mathrm {Mor} (A,B)\cap \mathrm {Mor} (A',B')=\emptyset .}
2. Із кожною трійкою {\displaystyle \langle A,B,C\rangle } з {\displaystyle \mathrm {Ob} \,{\mathcal {C}}} пов'язане відображення {\displaystyle \circ }: {\displaystyle \mathrm {Mor} (B,C)\times \mathrm {Mor} (A,B)\rightarrow \mathrm {Mor} (A,C)} таким чином, що для {\displaystyle A,B,C,D\in \mathrm {Ob} \,{\mathcal {C}},} якщо {\displaystyle \alpha \in \mathrm {Mor} (A,B),\,\,\beta \in \mathrm {Mor} (B,C),\,\,\gamma \in \mathrm {Mor} (C,D),} то {\displaystyle \gamma \circ (\beta \circ \alpha )=(\gamma \circ \beta )\circ \alpha .}
3. Для кожного {\displaystyle A\in \mathrm {Ob} \,{\mathcal {C}}} у {\displaystyle \mathrm {Mor} (A,A)} виділений елемент {\displaystyle \mathrm {Id} _{A}} такий, що для будь-якого {\displaystyle B\in \mathrm {Ob} \,{\mathcal {C}},} будь-якого {\displaystyle \beta \in \mathrm {Mor} (B,A)} та будь-якого {\displaystyle \alpha \in \mathrm {Mor} (A,B)} виконуються рівності {\displaystyle \mathrm {Id} _{A}\circ \beta =\beta ,\,\,\alpha \circ \mathrm {Id} _{A}=\alpha .}

Мономорфну стрілку {\displaystyle A\rightarrowtail B} можна інтерпретувати як операцію вибору з множини {\displaystyle B} підмножини {\displaystyle A.} Дуальне представлення асоціюється із «зануренням» (вкладенням) {\displaystyle A} у {\displaystyle B}. Епіморфна стрілка {\displaystyle A\twoheadrightarrow B} відповідає за розшарування та зклеювання. Процеси зклеювання та розшарування відіграють фундаментальну роль у біології.
Трансляція є процесом декодування мРНК, в результаті якого інформація з мови послідовності основ мРНК переводиться на мову послідовності амінокислот білка. Синтез білка здійснюється у рибосомі внаслідок послідовного приєднання окремих амінокислотних залишків, які поставляються до рибосоми активованими тРНК. Рибосома функціонує подібно до складальної лінії, на вхід якої подається шаблон (молекула мРНК) та набір деталей (активовані амінокислоти), а на виході отримується готовий поліпептидний ланцюг. При цьому шаблон може бути відкинутий або використаний знову. Будь-який ланцюг дій по сполученню моделей породжує композитна дія (процес) та, крім того, будь-яка модель припускає пусту дію над собою, коли не відбувається ніяких змін. Будь-який каталог моделей представляє собою категорію. Трансляція може розглядатися як зміна носія інформації (про послідовність елементів у повідомленні). Операцію зворотного образу у категорії {\displaystyle \mathrm {Set} } можна назвати конверсією. Конверсії зазнають тРНК й рРНК, цей процес є однією з основних подій у молекулярній біології. Конверсія здійснюється не лише шляхом зміни носія, але й шляхом поміщення його у простір нових відношень. Наприклад, рибосомна РНК, входячи у структуру рибосомного скелета, зазнає конверсії.
Наприклад, нехай {\displaystyle A=\{a_{1},a_{2},a_{3},a_{4}\}} — множина транскриптів (мРНК). Припустимо, що транскрипти {\displaystyle a_{1},a_{2}} в результаті трансляції та подальшого зклеювання перетворюються разом на дві різні білкові структури {\displaystyle b_{1}',b_{2}',} транскрипт {\displaystyle a_{3}} не бере участі у трансляції, а транскрипт {\displaystyle a_{4}} перетворюється на білкову структуру {\displaystyle b_{3}'.} Ці дані визначають три формальні структури.
1. Розшарування транскриптів {\displaystyle f:A\rightarrow B,} де {\displaystyle B} — фактор-множина {\displaystyle A} по відношенню еквівалентності, яке визначається участю транскриптів в утворенні білкових структур, а {\displaystyle f} — відображення натуральної проєкції {\displaystyle A} на {\displaystyle B.} У цьому випадку {\displaystyle B=\{b_{1},b_{2},b_{3}\},} де {\displaystyle b_{1}=\{a_{1},a_{2}\},\,b_{2}=\{a_{3}\},\,b_{3}=\{a_{4}\},} і {\displaystyle f} переводить {\displaystyle a_{i}\,\,(i={\overline {1,4}})} у клас, якому воно належить.
2. Морфізм {\displaystyle g:B'\rightarrow B,} який задає трансляцію. Тут {\displaystyle B'=\{b_{1}',b_{2}',b_{3}'\}} — сукупність білкових структур та {\displaystyle g} — відображення, отримане оберненням натуральної траєкторії трансляції, коли класу {\displaystyle b_{1}} відповідають структури {\displaystyle b_{1}'} та {\displaystyle b_{2}',} а класу {\displaystyle b_{3}} — структура {\displaystyle b_{3}'.}
3. Розшарування продуктів трансляції {\displaystyle f':A'\rightarrow B',} де {\displaystyle A'} — набір білків, отриманих в результаті трансляції, та {\displaystyle f'} — відображення, яке групує ці білки відповідно морфізму {\displaystyle g.} Точніше, {\displaystyle A'=\{a_{1}',a_{2}',a_{3}',a_{4}',a_{5}'\}} та {\displaystyle f'} розшаровує {\displaystyle A'} на три шари. Перші два складаються з білків, отриманих в результаті трансляції {\displaystyle a_{1},a_{2},} останній містить білок — продукт трансляції транскрипту {\displaystyle a_{4}.}[3]

### Алгебрична топологія
Розрізняють чотири рівні структурної організації білків: первинну, вторинну, третинну й четвертинну. Під первинною структурою розуміють лінійну послідовність амінокислотних залишків, сполучених ковалентним пептидним зв'язком. Вторинна структура білка формується взаємодіями лише між атомами, розташованими близько до основного ланцюга, і проявляється у вигляді «локальних» структур, наприклад, спіралей. Третинні структури відносяться до більш складної організації білкової молекули, у створенні якої беруть участь дистанційні взаємодії, у них важливу роль відіграє формування дисульфідних зв'язків. Часто такі модифікації продуктів трансляції здійснюється в ендоплазматичному ретикулумі й позначаються як фолдинг поліпептидних ланцюгів. Фолдинг здійснюється як самоорганізація молекули у підходящому оточенні (розчині, на мембрані, у спеціальній структурі); але у складних випадках правильну укладку структури молекули забезпечують спеціальні білки -шаперони. Шаперони беруть участь у більш складних рівнях (четвертинної) організації клітинних структур, представлених молекулярними комплексами, які можуть мати не лише білкову, але й нуклеїнову або іншу природу. Взаємодія між елементами, наділеними четвертинною структурою описуються в рамках супрамолекулярної хімії. Вони включають йон-йонні, диполь-йонні та диполь-дипольні взаємодії, утворення водневих, Ван-дер-Ваальсових, Лондонівських й інших зв'язків, гідрофобні й інші ефекти.

У молекулі ДНК гетероцикли представлені двома пуриновими основами аденіном (А) й гуаніном (G) й двома піримідиновими оснвами тиміном (Т) і цитозином (С). РНК містить урацил (U) замість тиміну (Т)

Первинна структура нуклеїнових кислот визначається послідовністю розташування нуклеозидів, які зв'язані фосфодиетерним зв'язком, тобто послідовністю нуклеотидів, які утворюють нерозгалужені ланцюги. Нуклеозидні залишки зв'язані між собою 3'-5'-фосфодиетерними зв'язками. Схематично це записують сукупністю букв, наприклад pApCpGp (або ACGT) для ДНК та pApCpGpU (або ACGU) для РНК, тобто у напрямку від 5'-кінця до 3'-кінця. Буква «p» означає залишок фосфорної кислоти.
Вторинна структура нуклеїнових кислот визначає просторове розташування макромолекул, обумовлене внутрішньо- та міжмолекулярними взаємодіями, головним чином шляхом утворення водневих зв'язків. Для ДНК вторинна структура описується частіше за все у вигляді подвійної спіралі (Уотсона-Кріка), хоча існують й інші форми ДНК, наприклад кільцеві структури. У макромолекулах подвійної спіралі ДНК пуринові й піримідинові остови зорієнтовані всередину спіралі. Між певними пуриновими основами одного ланцюга й піримідиновими основами іншого ланцюга (комплементарні пари) утворюються водневі зв'язки, стабілізуючі подвійну спіраль. Для ДНК такими є цитозин-гуанін (три водневих зв'язки), тимін-аденін (два водневих зв'язки); це значить, що аденіну у одному ланцюгу відповідає тимін у іншому ланцюгу, а молекулі цитозину відповідає гуанін. Таким чином, два ланцюги ДНК, які утворюють подвійну спіраль, не ідентичні, а комплементарні між собою.
Молекули РНК побудовані з одного полінуклеотидного ланцюга.
У основі закономірностей, у відповідності з якими будуються молекули ДНК, лежить комплементарність гетероциклічних остовів, які входять до її складу. Міжмолекулярні водневі зв'язки утворюються лише між певними парами похідних піримідину й пурину; вони називаються комплементарними парами. Комплементарність зпарювання остовів A-T, G-C є ключовою характерною ознакою структури подвійної спіралі. Лише пара пуринова основа-піримідинова основа підходить для структури спіралі. Для двох пуринів недостатньо простору, а для двох піримідинів надто багато простору для утворення водневих зв'язків.
Симпліціальне {\displaystyle n}-розшарування над топологічним простором - об'єкт, який «живе» на декартовому добутку {\displaystyle X\times \Delta _{n}} простору на {\displaystyle n}-вимірний симплекс, вершини якого відповідають розшаруванням {\displaystyle \xi _{i}.} Для будь-якого невід'ємного числа {\displaystyle p} елементарний {\displaystyle p}-шлях на множині {\displaystyle \xi _{i}} — довільна послідовність {\displaystyle \{i_{k}\}_{k=0}^{p},} яка складається з  {\displaystyle p+1} вершини з {\displaystyle \xi _{i}}. Для {\displaystyle p=-1} елементарний {\displaystyle p}-шлях є пустою множиною {\displaystyle \emptyset }. Комплекс шляхів на {\displaystyle \xi _{i}} — непустий набір {\displaystyle P} елементарних шляхів, для яких виконується наступна властивість:
{\displaystyle i_{0}...i_{n}\in P\Rightarrow i_{0}...i_{n-1}\in P\,\,\And \,\,i_{1}...i_{n}\in P.}
Тоді комплекс шляхів {\displaystyle P} є фіксований, усі шляхи з {\displaystyle P} називаються припустимими, у той час як усі елементи шляху, які не лежать у {\displaystyle P}, називаються неприпустимими. Ця умова означає, що за видалення першого або останнього елемента припустимого шляху отримуєтся {\displaystyle (n-1)}-шлях.
Через {\displaystyle P_{n}} позначається множина усіх {\displaystyle n}-шляхів, які лежать у {\displaystyle P}. Множина {\displaystyle P_{-1}} складається з одного шляху {\displaystyle e.} Елементи {\displaystyle P_{0}} (тобто припустимі 0-шляхи) називаються вершинами {\displaystyle P}. Ясно, що {\displaystyle P_{0}} є підмножиною в {\displaystyle \xi _{i}.}
Абстрактний скінченний симпліціальний комплекс {\displaystyle S} складається з набору підмножин скінченної множини вершин {\displaystyle \xi _{i},} задовільняючих властивості: якщо {\displaystyle \sigma \in S,} то будь-яка підмножина {\displaystyle \sigma } також лежить у {\displaystyle S.} Через {\displaystyle P(S)} позначається набір елементарних шляхів на {\displaystyle \xi _{i},} який однозначно визначає {\displaystyle S.} Визначаючу властивість симплексу можна переформулювати наступним чином: якщо {\displaystyle l\in P(S),} то будь-яка підпослідовність {\displaystyle l} також лежить у {\displaystyle P(S).} Таким чином, {\displaystyle P(S)} є комплексом шляхів. Припустимі шляхи у {\displaystyle P(S)} це в точності {\displaystyle \Delta _{n}.}
Наприклад, симпліціальний комплекс, зображений ліворуч, має комплекс шляхів:
{\displaystyle P_{0}=\{0,1,...,8\},}
{\displaystyle P_{1}=\{01,02,03,04,05,06,07,08,12,34,35,45,67,68,78\},}
{\displaystyle P_{2}=\{012,034,035,045,345,678\},}
{\displaystyle P_{0}=\{0345,0678\}.}

Для довільного комплексу шляхів {\displaystyle P=\{P_{n}\}_{n=0}^{\infty }} на скінченній множині {\displaystyle \xi _{i}} та для будь-якого цілого {\displaystyle n\geq -1} розгляньмо {\displaystyle \mathbb {K} }-лінійний простір {\displaystyle {\mathcal {A}}_{n},} породжений елементарними {\displaystyle n}-шляхами з {\displaystyle P,} тобто
{\displaystyle {\mathcal {A}}_{n}={\mathcal {A}}_{n}(P)=\mathrm {span} \{e_{i_{0}...i_{n}}:i_{0}...i_{n}\in P_{n}\}.}
Елементи {\displaystyle {\mathcal {A}}_{n}} називаються припустимими {\displaystyle n}-шляхами. По будові {\displaystyle {\mathcal {A}}_{n}} є підпростором у {\displaystyle \mathbb {K} }-лінійному просторі {\displaystyle \Lambda _{n}.} Наприклад, {\displaystyle {\mathcal {A}}_{p}=\Lambda _{p}} для {\displaystyle p\leq 0,} у той час як {\displaystyle {\mathcal {A}}_{1}} породжений усіма ребрами з {\displaystyle P} і може бути меншим {\displaystyle \Lambda _{1}.}
Граничний оператор {\displaystyle \partial :\Lambda _{p}\rightarrow \Lambda _{p-1}} для будь-якого {\displaystyle p\geq 0} — лінійний оператор, який діє на елементарні шляхи по правилу:
{\displaystyle \partial e_{i_{0}...i_{p}}=\sum _{k=0}^{p}(-1)^{k}e_{i_{0}...{\hat {i}}_{k}...i_{p}},}
де дашок {\displaystyle {\hat {\,\,\,\,}}} означає пропуск індексу {\displaystyle i_{k}.} Наприклад,
{\displaystyle \partial e_{i}=e,\quad \quad \partial e_{ij}=e_{j}-e_{i},\quad \quad \partial e_{ijk}=e_{jk}-e_{ik}+e_{ij}.}
Відповідно, для будь-якого {\displaystyle l\in \Lambda _{p}}
{\displaystyle (\partial l)^{j_{0}...j_{p-1}}=\sum _{k\in \xi _{i}}\sum _{k=0}^{p}(-1)^{k}l^{j_{0}...j_{k-1}\,q\,j_{k}...j_{p-1}}.}
Наприклад, для будь-якого {\displaystyle u\in \Lambda _{0}} та {\displaystyle l\in \Lambda _{1}}
{\displaystyle \partial u=\sum _{q\in \xi _{i}}u^{q},\quad \quad (\partial l)^{i}=\sum _{q\in \xi _{i}}(l^{ki}-l^{ik}).}
Нехай {\displaystyle \Lambda _{-2}=\{0\}} та {\displaystyle \partial :\Lambda _{-1}\rightarrow \Lambda _{-2}} — нульове відображення. Виконується умова {\displaystyle \partial \cdot \partial =\partial ^{2}=0.} Відповідно,{\displaystyle \Lambda _{*}=\{\Lambda _{p}\}} є ланцюговим комплексом.
Ланцюговий комплекс, асоційований із комплексом шляхів, має більш багату структуру, ніж симпліціальний ланцюговий комплекс. Він містить не лише кліки, але й бінарні гіперкуби й інші цікаві підграфи, які нагадують поліедри. Структура генетичного коду, запропонована у , є ізоморфною бінарному гіперкубові {\displaystyle B^{6}.}